# Zachaenus parvulus
Zachaenus parvulus е вид жаба от семейство Cycloramphidae. Видът не е застрашен от изчезване.

## Разпространение
Разпространен е в Бразилия.

## Описание
Популацията на вида е намаляваща.